# Akwapim-Togoryggarna
Akwapim-Togoryggarna är en bergskedja i sydöstra Ghana som löper över floden Volta från Voltasjön och vidare mot gränsen till Togo.